# アイザック・ニュートン (小惑星)
アイザック・ニュートン (8000 Isaac Newton) は、小惑星帯に位置する小惑星である。ベルギーのアンリ・ドゥブオーニュがヨーロッパ南天天文台で発見した。
イギリスの学者アイザック・ニュートンにちなんで命名された。